# Baker Lake
Baker Lake (Inuktitut ᖃᒪᓂᑦᑐᐊᖅ Qamanittuaq, „wo der Fluss sich weitet“), Nunavut-Region Kivalliq, ist eine junge, erst Mitte der 1950er Jahre entstandene Siedlung mit ca. 1.700 Einwohnern (davon 92 % Inuit). Geografisch ist die Ortschaft recht genau im Zentrum Kanadas gelegen und den äußersten Bedingungen kontinentalen Klimas ausgesetzt. Als einzige kanadische Inuit-Siedlung liegt der Ort nicht an der Meeresküste, sondern in den Barrenlands – auf dem Festland rund 300 Kilometer westlich der Hudson Bay am gleichnamigen See Baker Lake, der über den Meeresarm Chesterfield Inlet mit der offenen See verbunden ist. Baker Lake verfügt über Linienflugverbindung (First Air) und ist auch durch Charterflüge erreichbar (Calm Air, Skyward Aviation, Kivalliq Air).
Ursprung der Siedlung war ein 1916 auf Uqpiktujuq (Big Hips Island im Baker Lake) gegründeter, 1926 an die Mündung des Thelon River verlegter Handelsposten der Hudson’s Bay Company.

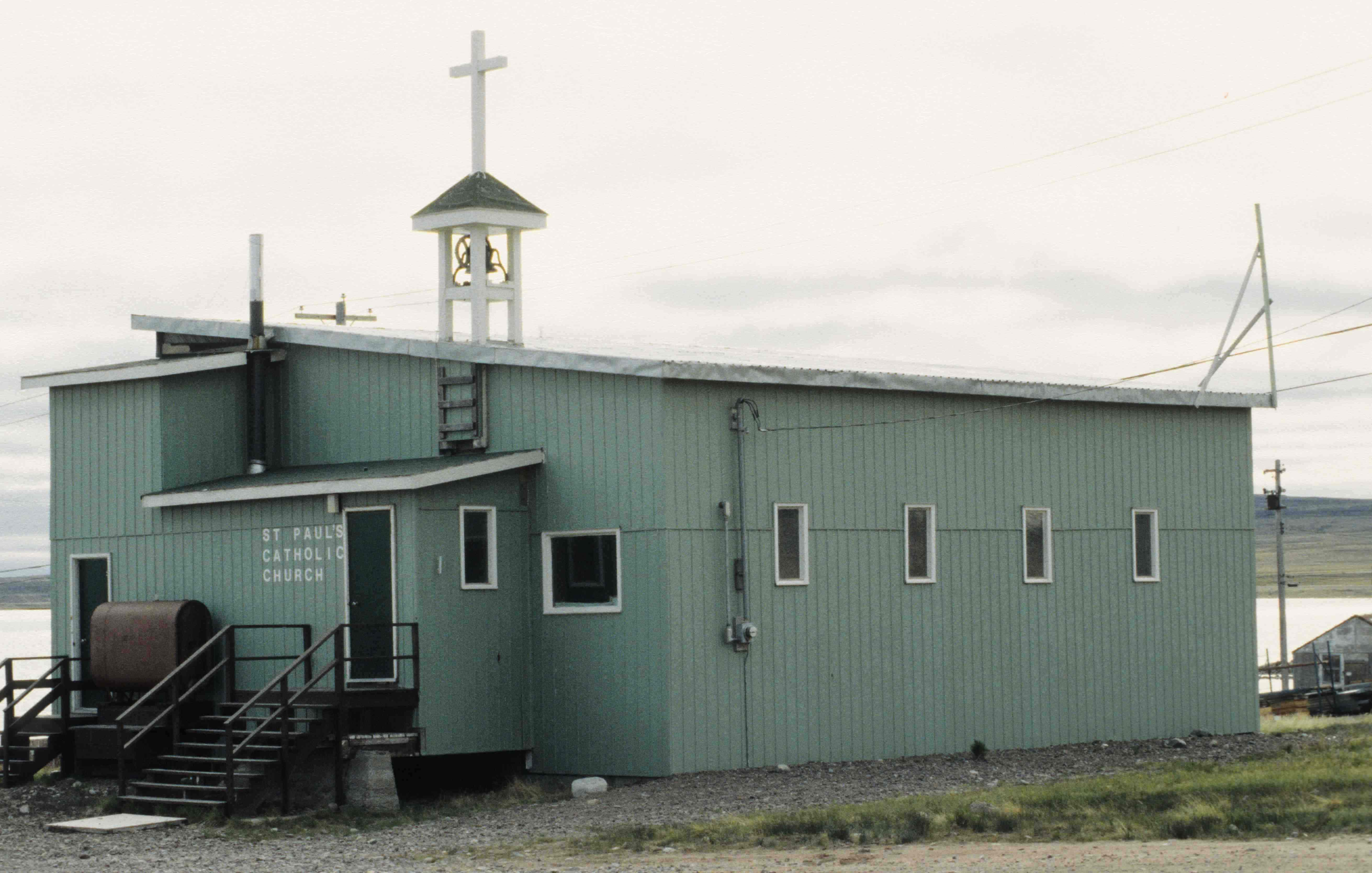
Katholische Kirche St. Paul in Baker Lake

1927 kamen die ersten römisch-katholischen und anglikanischen Missionare hierher und errichteten Missionsstationen. 1938 wurde der erste Posten der RCMP (Royal Canadian Mounted Police) errichtet. 1956 entstand die erste von Krankenschwestern betriebene Krankenstation, Vorläufer des heutigen Gesundheitszentrums (Baker Lake Health Centre), und 1957 wurde die erste Schule eröffnet.
Seit den 1960er Jahren hat sich Baker Lake zu einem der bedeutendsten Zentren für Inuit-Kunst entwickelt (Serpentin-Skulpturen, Kunstgrafik, Wandbehänge). Zu den namhaftesten Inuit-Künstlern aus Baker Lake zählen u. a. Luke Anguhadluq (1895–1982), Barnabus Arnasungaaq (* 1924), Irene Avaalaaqiaq (* 1941), Victoria Mamnguqsualak (* 1930), Jessie Unark (Oonark) (1906–1985), Simon Tookoome (* 1934), Marion Tuu'luuq (1910–2002).
Die 2019 gewählte Unterhausabgeordnete Mumilaaq Qaqqaq stammt aus Baker Lake.
Baker Lake ist Ausgangspunkt für Charterflüge in das Gebiet des Thelon River mit dem gleichnamigen Naturschutzgebiet (Thelon Wildlife Sanctuary) und des unteren Kazan River sowie zum Ukkusiksalik-Nationalpark sowie für Spaziergänge zum nahen Inuujaarvik-Territorialpark, einem Campgebiet.
Linienflugverbindung (First Air) besteht mit Winnipeg über Churchill und Rankin Inlet.

## Klimatabelle
|                       | Jan   | Feb   | Mär   | Apr   | Mai   | Jun | Jul  | Aug  | Sep  | Okt   | Nov   | Dez   |   |      |
| Mittl. Tagesmax. (°C) | −29,2 | −28,7 | −23,8 | −13,1 | −2,9  | 8,1 | 16,1 | 13,7 | 5,5  | −4,2  | −16,9 | −24,9 | ⌀ | −8,3 |
| Mittl. Tagesmin. (°C) | −36,2 | −35,7 | −32,3 | −22,6 | −10,6 | 0,1 | 6,0  | 5,1  | −0,7 | −10,7 | −24,4 | −31,8 | ⌀ | −16  |
|                       |       |       |       |       |       |     |      |      |      |       |       |       |   |      |
| Niederschlag (mm)     | 8     | 7     | 11    | 16    | 14    | 22  | 40   | 40   | 41   | 35    | 19    | 9     | Σ | 262  |
|                       |       |       |       |       |       |     |      |      |      |       |       |       |   |      |
| Sonnenstunden (h/d)   | 1,1   | 3,6   | 5,9   | 7,7   | 7,6   | 8,8 | 9,9  | 6,6  | 3,3  | 2,1   | 1,6   | 0,2   | ⌀ | 4,9  |
|                       |       |       |       |       |       |     |      |      |      |       |       |       |   |      |
| Luftfeuchtigkeit (%)  | 73    | 75    | 74    | 73    | 81    | 78  | 72   | 77   | 82   | 84    | 74    | 72    | ⌀ | 76,3 |

| −36,2 |

| −35,7 |

| −32,3 |

| −22,6 |

| −10,6 |

| 0,1 |

| 6,0 |

| 5,1 |

| −0,7 |

| −10,7 |

| −24,4 |

| −31,8 |

| −36,2 |

| −35,7 |

| −32,3 |

| −22,6 |

| −10,6 |

| 0,1 |

| 6,0 |

| 5,1 |

| −0,7 |

| −10,7 |

| −24,4 |

| −31,8 |

## Persönlichkeiten
- Mumilaaq Qaqqaq (* 1993), kanadische Politikerin